# TeXworks
 (juillet 2016).
Si vous disposez d'ouvrages ou d'articles de référence ou si vous connaissez des sites web de qualité traitant du thème abordé ici, merci de compléter l'article en donnant les références utiles à sa vérifiabilité et en les liant à la section « Notes et références ».
TeXworks est un logiciel sous licence publique générale GNU pour les systèmes d'exploitation Windows, Linux, ou macOS. Il s'agit d'une interface graphique pour le logiciel TeX et ses extensions LaTeX, ConTeXt et XeTeX. L'application est écrite en C++ et fondée sur la bibliothèque Qt. TeXworks fournit une interface facilitant l'apprentissage de TeX sur des systèmes d'exploitation autres que macOS.  En cela, Jonathan Kew (XeTeX) a développé TeXworks en se fondant explicitement sur l'approche que Dick Koch a suivie pour le développement de TeXShop, une interface TeX pour macOS. TeXworks présente par défaut son éditeur de texte et une visionneuse de PDF intégrée, côte à côte, pour que l'utilisateur puisse voir rapidement le document final en même temps qu'il édite le fichier LaTeX. L'intégration de l'éditeur et du lecteur de PDF permet de basculer à l'endroit correspondant dans l'autre document.
TeXworks a besoin d'une installation TeX comme TeX Live, MiKTeX, ConTeXt, ou proTeXt.